# Bruno Brechbühl
Bruno Brechbühl (* 8. Juli 1974 in Eggiwil) ist ein ehemaliger Schweizer Eishockeyspieler, der während seiner aktiven Karriere über 600 Nationalliga-Partien bestritten hat. 

## Karriere
Brechbühl erlernte das Eishockeyspiel beim SC Langnau, wo er seine ersten Spiele in der NLB bestritt. 1992 und 1994 stieg er mit Langnau in die NLB auf. In der Saison 1995/96 wurde er für zwei Spiele zum HC Fribourg-Gottéron ausgeliehen, so kam Brechbühl zu seinem Debüt in der NLA. 1998 gewann Brechbühl mit den Emmentalern die NLB-Meisterschaft und stieg in die höchste Spielklasse der Schweiz auf. Zur Saison 2003/04 wechselte er zum Genève-Servette HC. 2005 folgte der Wechsel zum Lausanne HC in die NLB. Nach weiteren zwei Saisons setzte Brechbühl seine Karriere beim EHC Visp fort. 2009 spielte Brechbühl noch eine Saison bei den Huttwil Falcons in der ersten Liga, ehe er seinen Rücktritt bekannt gab.

## Erfolge und Auszeichnungen
- 1998 Meister der NLB und Aufstieg in die NLA mit dem SC Langnau

## Karrierestatistik
(Legende zur Spielerstatistik: Sp oder GP = absolvierte Spiele; T oder G = erzielte Tore; V oder A = erzielte Assists; Pkt oder Pts = erzielte Scorerpunkte; SM oder PIM = erhaltene Strafminuten; +/− = Plus/Minus-Bilanz; PP = erzielte Überzahltore; SH = erzielte Unterzahltore; GW = erzielte Siegtore; 1 Play-downs/Relegation; Kursiv: Statistik nicht vollständig)